# Gawa Zangpo
Gawa Zangpo (* 1994) ist ein bhutanischer Langstreckenläufer.

## Sportliche Laufbahn
Erste internationale Erfahrungen sammelte Gawa Zangpo 2019 bei den Asienmeisterschaften in Doha, bei denen er im 5000-Meter-Lauf mit neuem Landesrekord von 14:33,43 min auf den elften Platz gelangte. Anfang Dezember nahm er an den Südasienspielen in Kathmandu teil und wurde dort in 15:16,84 min Siebter. Bei den Crosslauf-Asienmeisterschaften 2024 in Hongkong wurde er in 37:50 min 24. und im Jahr darauf erreichte er bei den Asienmeisterschaften in Gumi mit 14:40,67 min Rang 17 über 5000 Meter.

## Persönliche Bestzeiten
- 5000 Meter: 14:33,43 min, 24. April 2019 in Doha (bhutanischer Rekord)